# Buen viaje, señor presidente
Buen viaje, señor presidente, es el primero del compendio de doce cuentos escritos redactados por el escritor colombiano Gabriel García Márquez a lo largo de dieciocho años, que conforman el libro llamado Doce cuentos peregrinos, este fue originalmente redactado en Junio de 1979.

## Resumen
El presidente es un hombre viejo, con una salud que se vuelve cada vez más endeble. Sin embargo, no ha perdido su prestancia ni su dignidad. Cierta tarde en un café, ve a un hombre al que cree reconocer de algún lugar, y se da cuenta de que ya lo ha visto en distintos lugares, lo que definitivamente no es una casualidad. Esto le genera temor, o quizás es solo una manía persecutoria. Aquel hombre resultará ser un compatriota suyo que lo ha reconocido en el hospital en el cual se atiende al presidente y donde el hombre, que se llama Homero Rey, trabaja de conductor de ambulancias. Homero se presenta ante el presidente como un antiguo dirigente de las brigadas universitarias quien lo acompañó por toda la campaña del sur. En retribución por un almuerzo que el presidente le brinda, Homero Rey lo invitará a cenar en su humilde casa junto a su esposa Lazara. A pesar de todo la verdadera intención de Homero era conseguir que el presidente aceptara un arreglo de la compañía funeraria con la que tenía un trato y sacar una pequeña ganancia, la foto fue del único día que participó en la campaña. Antes de la cena, Lazara y Homero discuten sobre el estado económico del presidente, mientras intentan arreglar la casa para que este presentable, ante la llegada del presidente charlan pero la tensión es palpable por sus diferencias de opiniones en torno a que debe ser de un presidente una vez termina su mandato, al final se despiden y Lazara pasa la noche molesta creyendo al presidente un avaro. Pasa una semana hasta que Homero vuelve a ver al presidente quien le pide ayuda para empeñar sus últimas pertenencias, parece que el problema de salud del presidente le costará la vida, o al menos, los pocos recursos que le quedan en el mundo para hacer frente a los gastos hospitalarios. 